# Marcelo Luján
Marcelo Luján (Buenos Aires, 1973) cuentista y novelista argentino.

## Biografía
Nació en el barrio de  Mataderos  de la Ciudad de Buenos Aires. A principios de 2001 se trasladó a Madrid, donde vive en la actualidad. Trabaja como coordinador de actividades culturales y talleres de creación literaria. 
Publicó los libros de cuentos Flores para Irene (Premio Santa Cruz de Tenerife 2003), En algún cielo (Premio Ciudad de Alcalá de Narrativa 2006), y El desvío (Premio Kutxa Ciudad de San Sebastián 2007). En 2020, su cuarta colección de cuentos, La claridad, obtuvo por unanimidad el  VI Premio Internacional Ribera del Duero. También publicó libros de prosa poética: Arder en el invierno y Pequeños pies ingleses. Y las novelas La mala espera (Segunda Mención Premio Clarín 2005 y Premio Ciudad de Getafe de Novela Negra 2009), Moravia y  Subsuelo, que ganó el Premio Dashiell Hammett en 2016). Parte de su obra fue seleccionada en campañas de fomento a la lectura y traducida al francés, italiano, checo y búlgaro.

## Obra
- 2004 - Flores para Irene (cuentos).
- 2007 - En algún cielo (cuentos).
- 2007 - El desvío (cuento).
- 2009 - La mala espera (novela).
- 2010 - Arder en el invierno (prosa poética).
- 2012 -  Moravia (novela).[6][7]
- 2013 - Pequeños pies ingleses (prosa poética).
- 2015 -  Subsuelo (novela).[8][9]
- 2020 - La claridad (cuentos)[10]

## Premios
- 2003 - Premio Santa Cruz de Tenerife (Flores para Irene)
- 2006 - Premio Ciudad de Alcalá de Narrativa (En algún cielo)
- 2007 - Premio Kutxa Ciudad de San Sebastián (El desvío)
- 2009 - Premio Ciudad de Getafe de Novela Negra (La mala espera)[11]
- 2016 - Premio Ciudad de Santa Cruz 2016 (Subsuelo)
- 2016 - Premio Novelpol 2016 (Subsuelo)
- 2016 -  Premio Dashiell Hammett 2016 (Subsuelo)[12][13][14][15]
- 2020 -  Premio Ribera del Duero (La claridad)[16][17][18][19][20]